# قائمة جسور البحرين
هذه قائمة جسور البحرين، يوجد 5 جسور حالية تعمل، وهُناك جسرين قادمين.

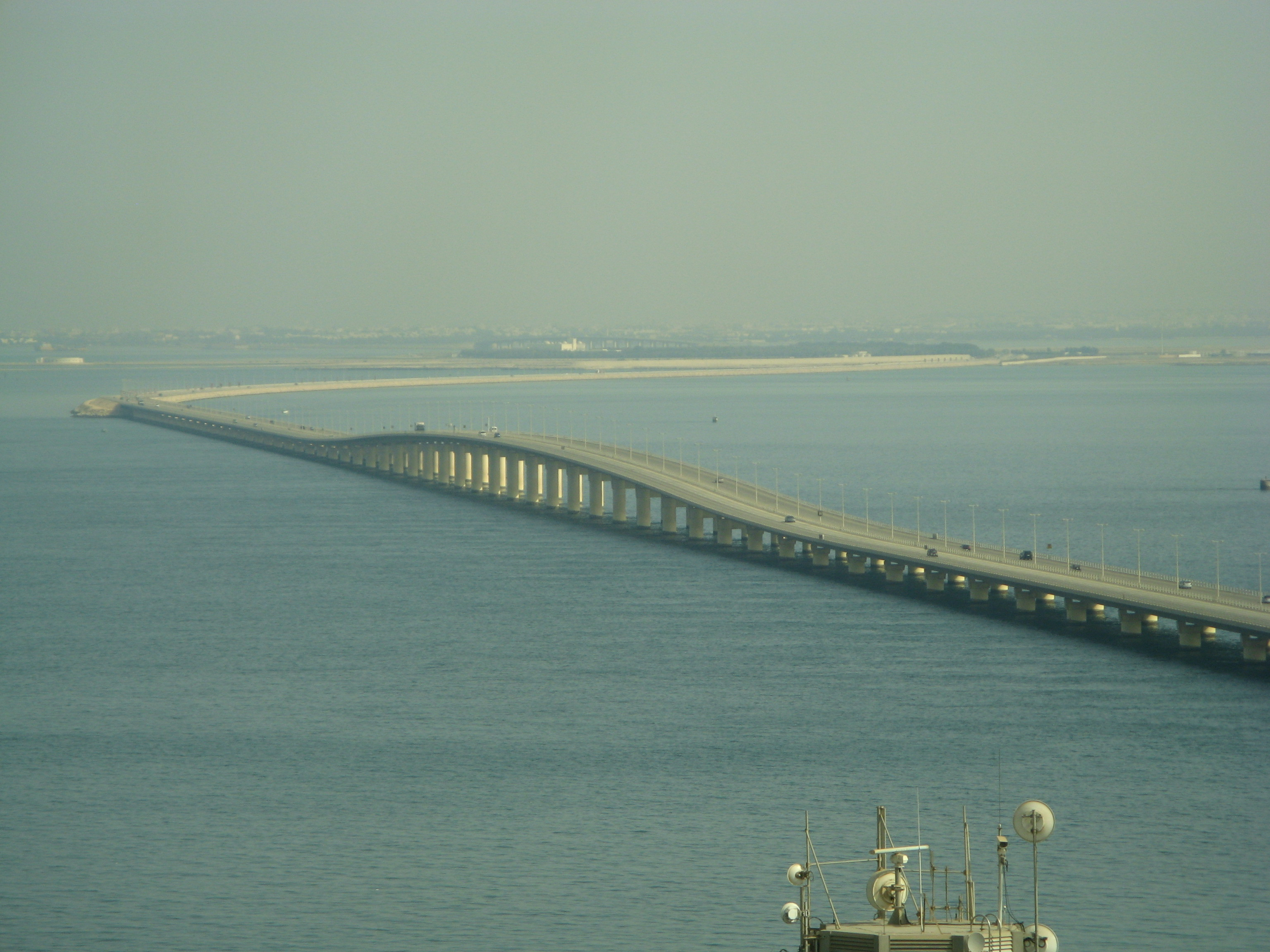
جسر الملك فهد، أحد جسور البحرين، والذي يربط بينها وبين السعودية، افتتح عام 1986

## القائمة
تحتوي هذه القائمة على أسماء الجسور في البحرين.
| رقم | الاسم                    | الطول           | يربط بين                                                     | تكلفة الانشاء                | سنة الانشاء            | صورة الجسر |
| --- | ------------------------ | --------------- | ------------------------------------------------------------ | ---------------------------- | ---------------------- | ---------- |
| 1   | جسر الشيخ حمد            | 54 مترا         | يربط بين المنامة والمحرق                                     | -                            | 18 ديسمبر 1941         |            |
| 2   | جسر سترة                 | 3.2 كيلومتر     | يربط سترة والنبيه صالح والمنامة                              | -                            | 1976                   |            |
| 3   | جسر الملك فهد            | 25 كيلومتر      | جسر يربط مملكة البحرين والمملكة العربية السعودية             | 564 مليون دولار              | 25 نوفمبر 1986         |            |
| 4   | جسر الشيخ عيسى بن سلمان  | 2.5 كيلومتر     | يربط بين البسيتين والمنطقة الدبلوماسية بالقرب من ضاحية السيف | 4،5 مليون دينار              | 7 يناير 1997           |            |
| 5   | جسر الشيخ خليفة بن سلمان | 6،4 كيلومتر     | يربط بين المنامة والمحرق                                     | 17،27 مليون دينار            | 1 ديسمبر 2004          |            |
| 6   | جسر المحبة               | 40 كيلومتر      | جسر يربط بين مملكة البحرين ودولة قطر                         | 1.5 مليار دولار              | لم يتم افتتاحه         |            |
| 7   | جسر الملك حمد            | 25 كيلومتر      | جسر آخر يربط مملكة البحرين والمملكة العربية السعودية (مترو)  | ما بين 3 إلى 4 مليارات دولار | لم يتم افتتاحه         |            |
| 8   | جسر المحرق الرابع        | 550 مترًا تقريباً | يربط خليج البحرين والبسيتين                                  | 65.8 مليون دينار             | متوقع افتتاحه عام 2025 |            |

## المعرض

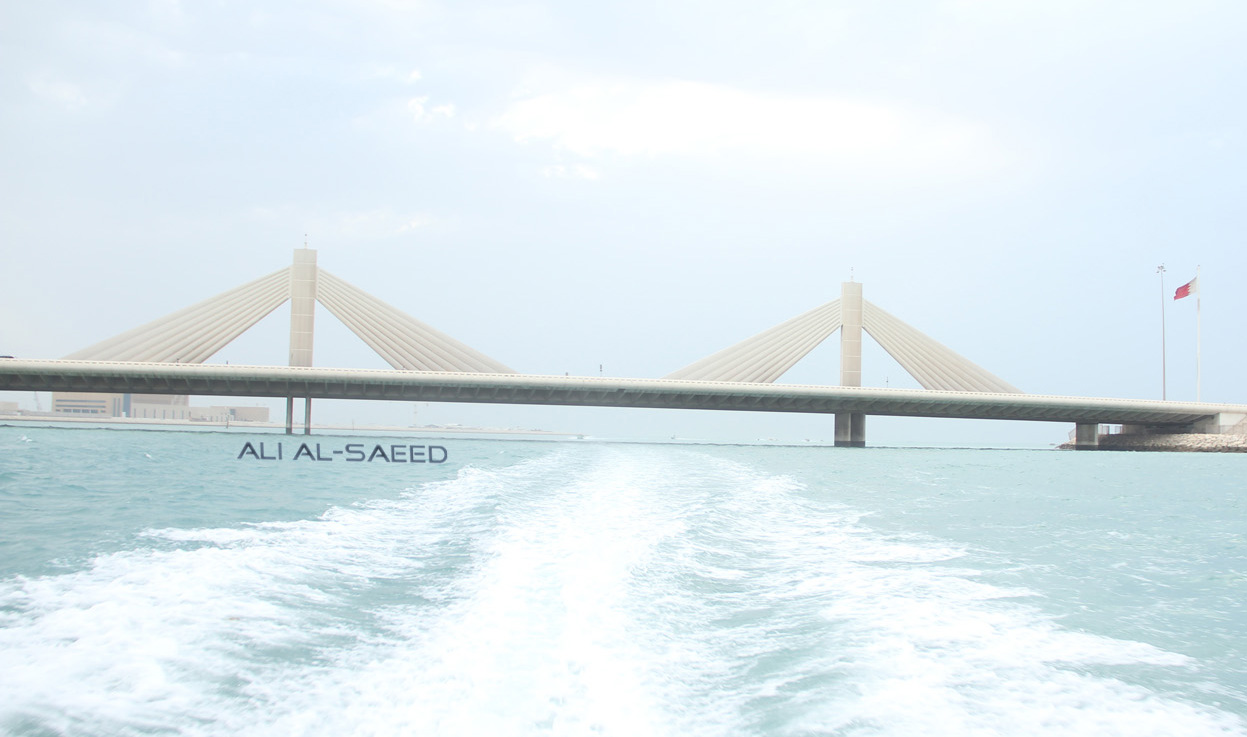
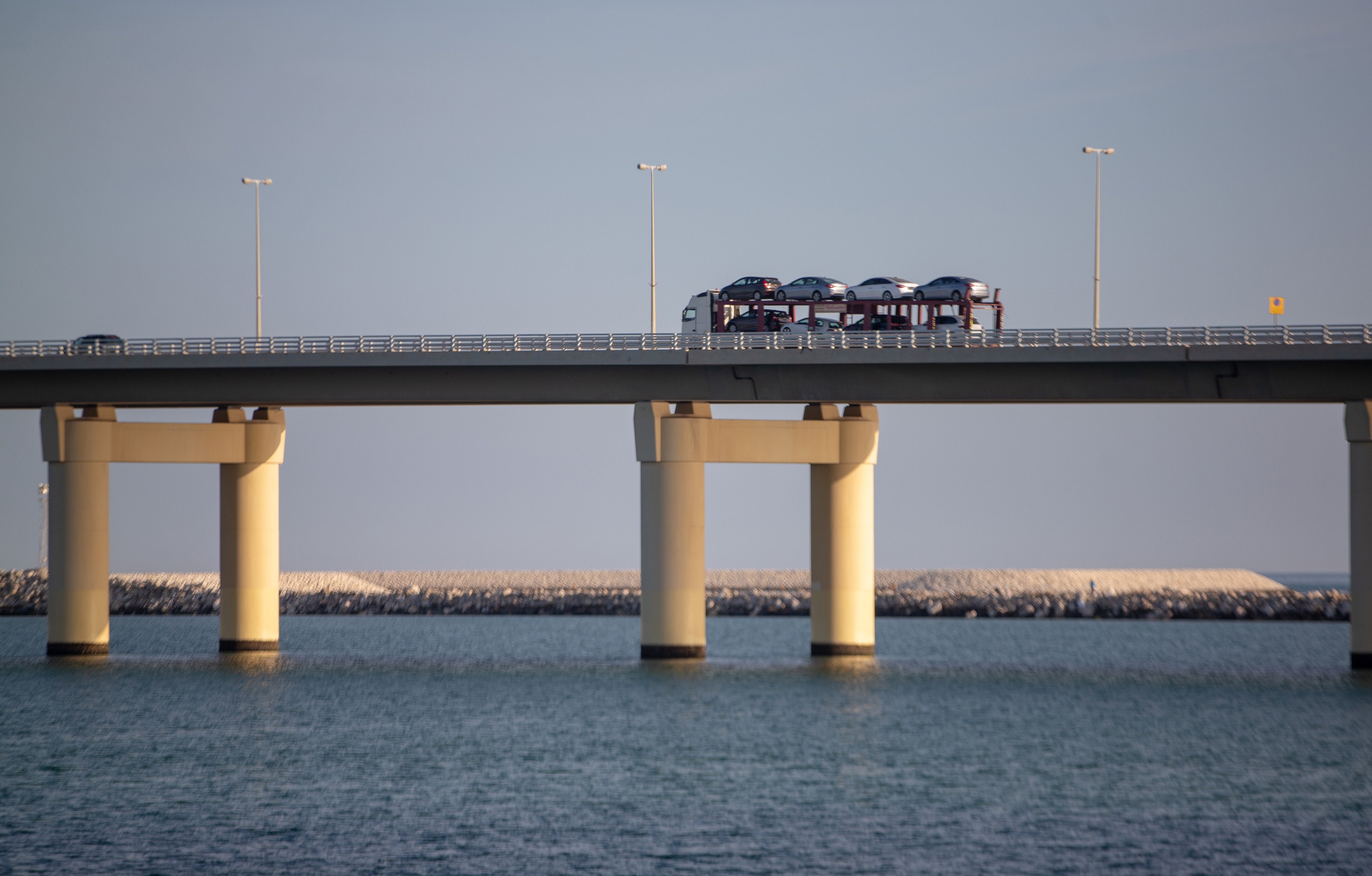
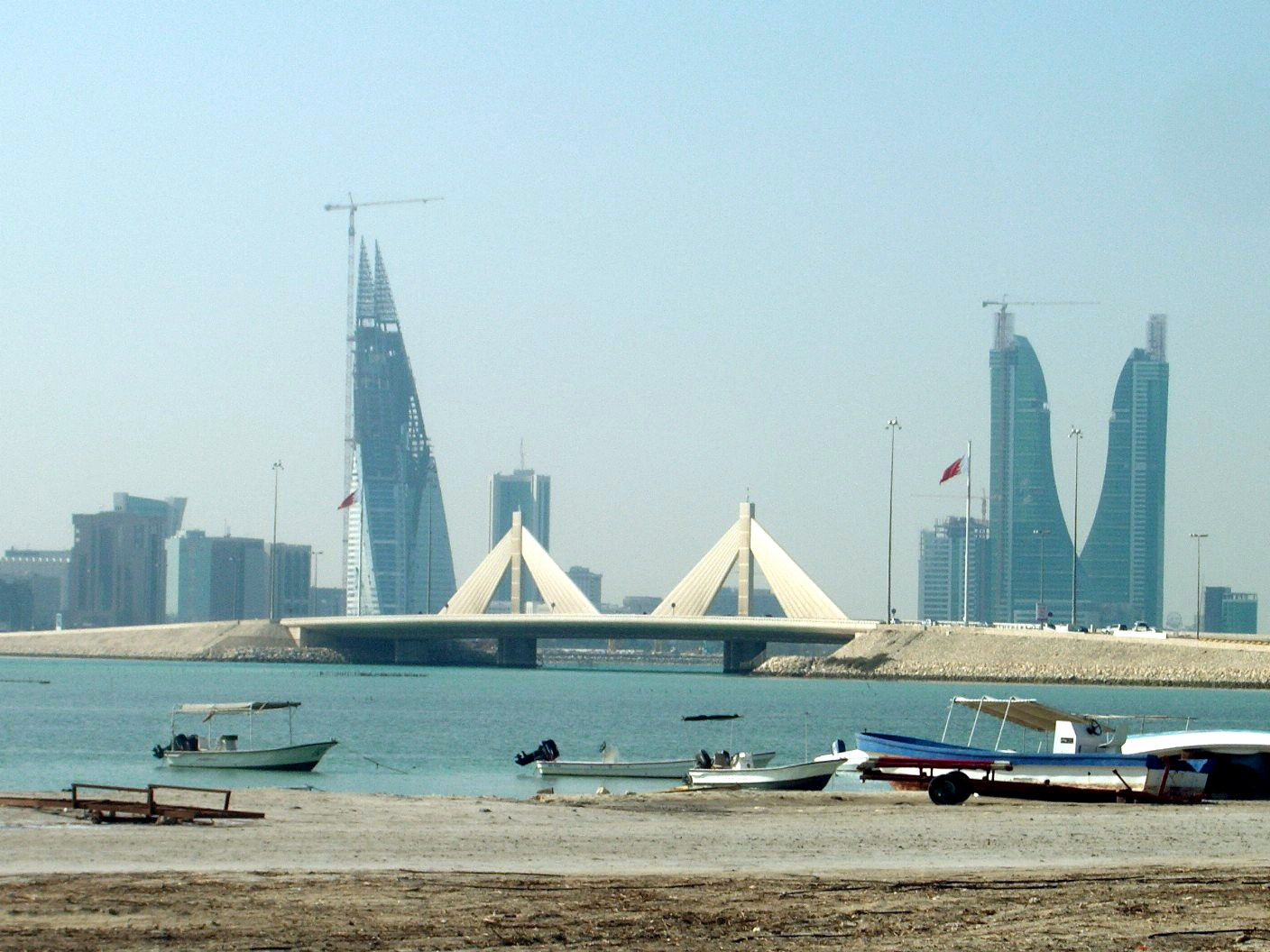
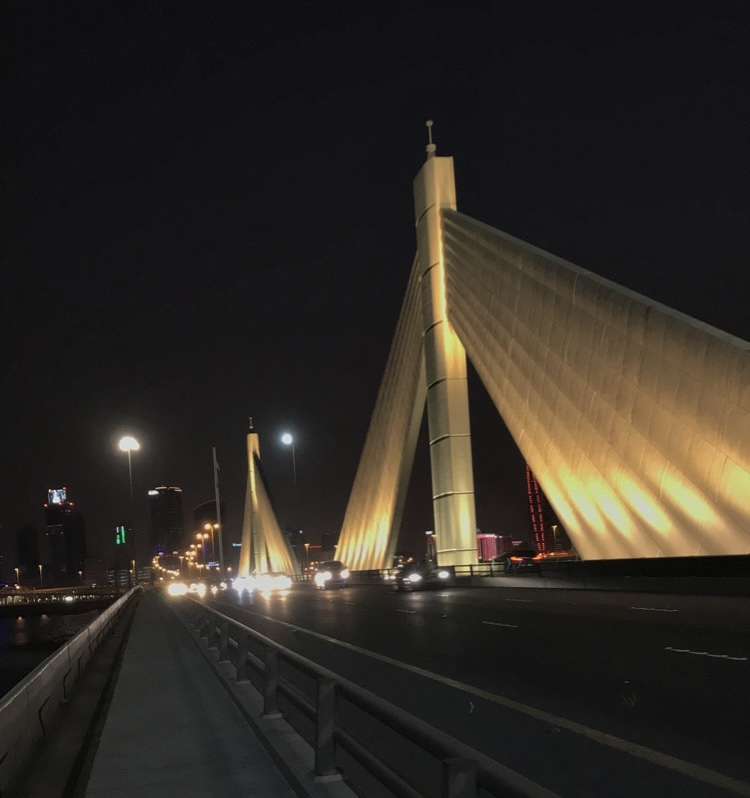
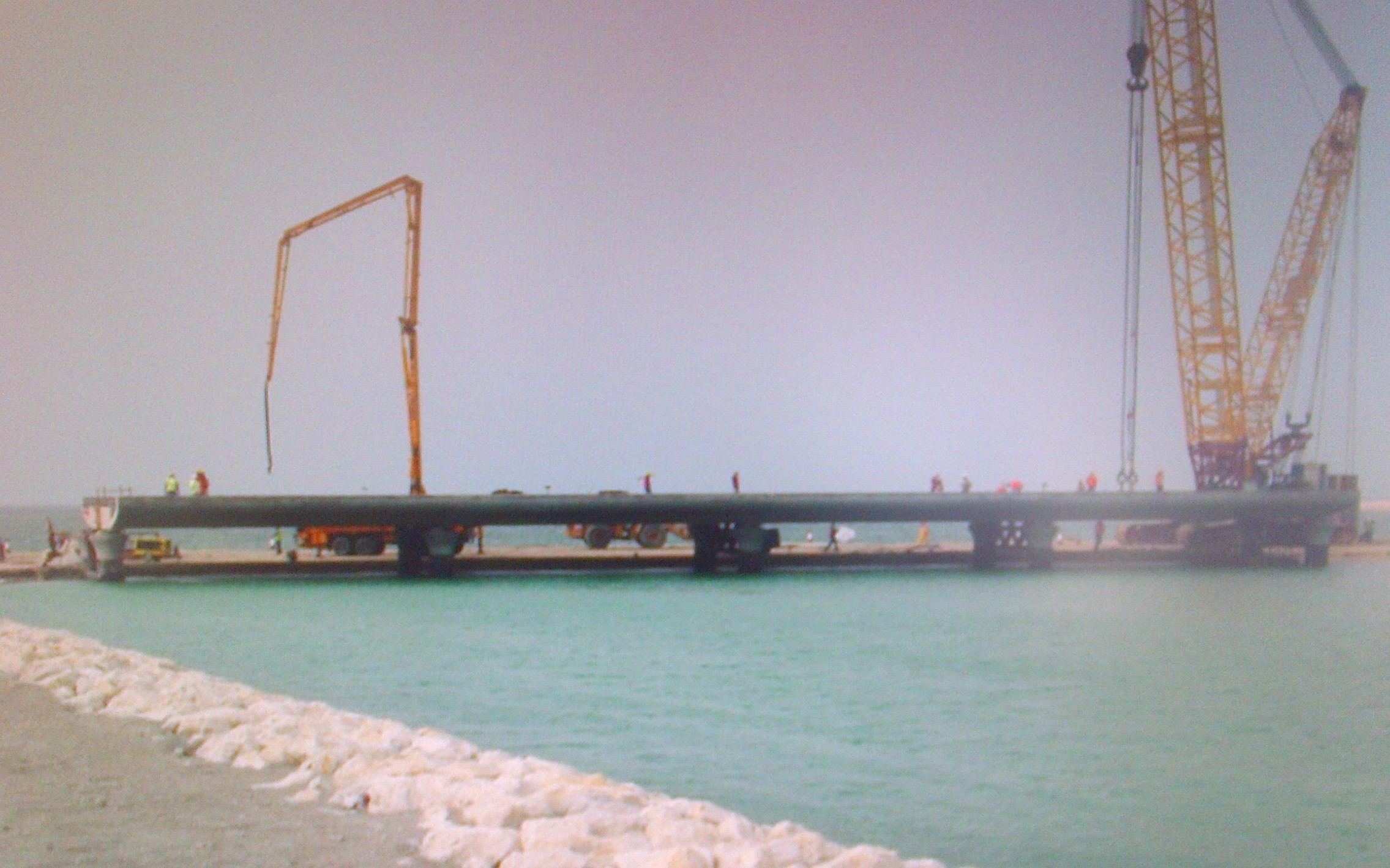
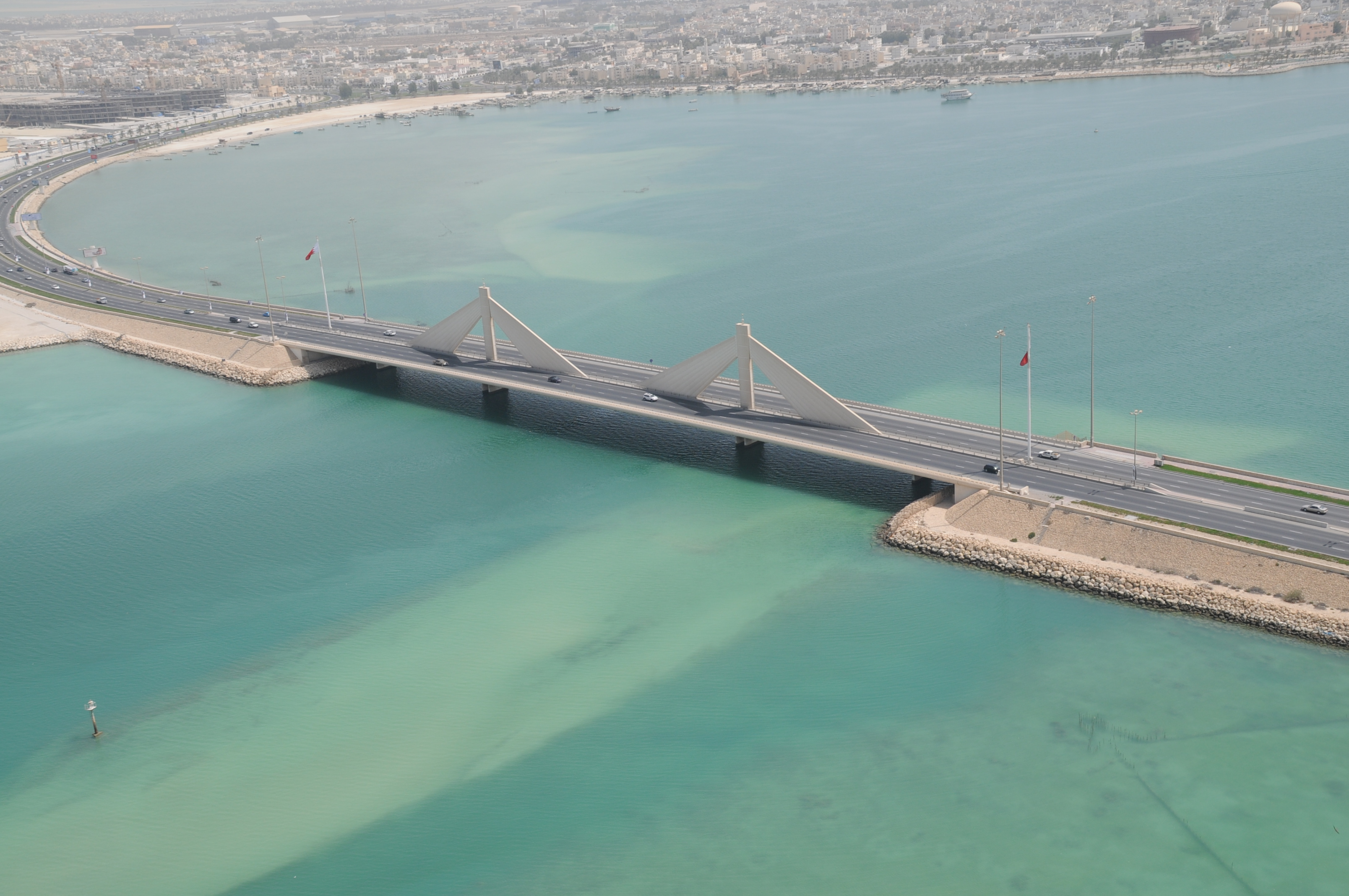
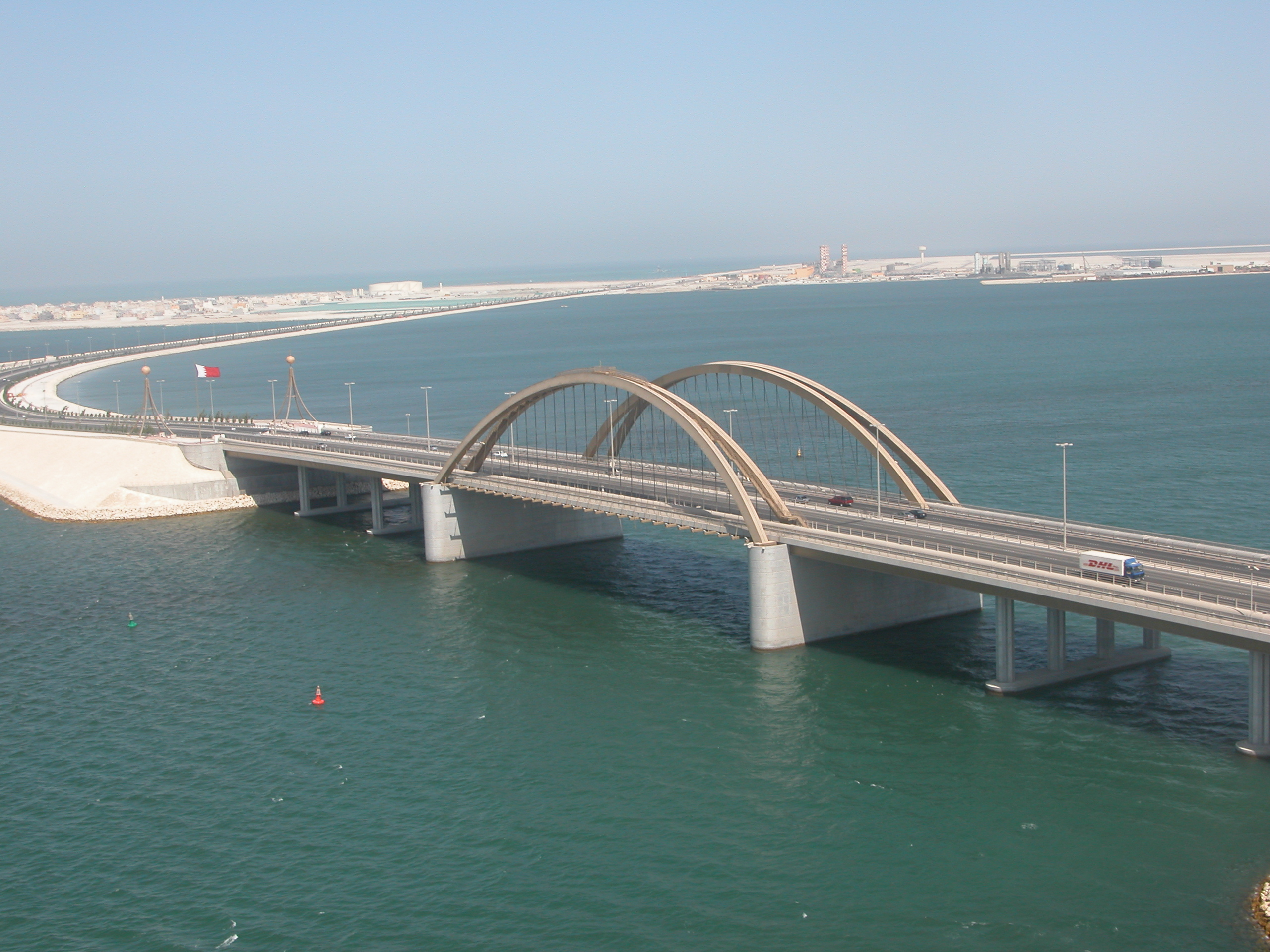
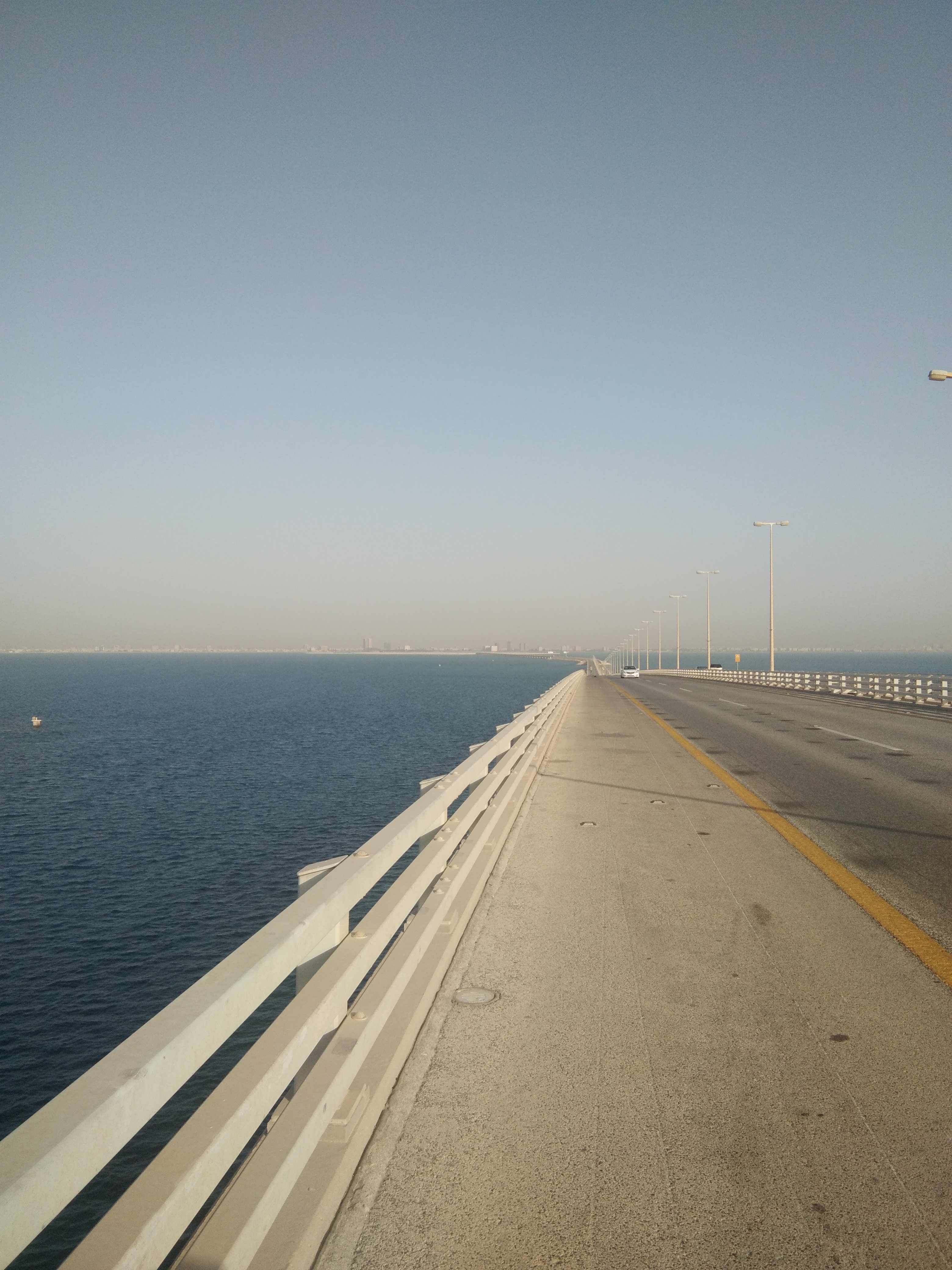